# Angelina (cantante)
, nota semplicemente come Angelina (La Ciotat, 4 novembre 2006), è una cantante francese.
Ha rappresentato la Francia al Junior Eurovision Song Contest 2018 con il brano Jamais sans toi.

## Biografia
Nata da padre italiano e da madre francese, Angélina Nava è salita alla ribalta nel 2017 con la sua vittoria alla quarta edizione del talent show The Voice Kids. Negli anni precedenti aveva già partecipato e vinto concorsi canori organizzati in città della costa mediterranea francese.
L'emittente televisiva francese France Télévisions l'ha selezionata internamente per rappresentare il paese al Junior Eurovision Song Contest 2018, la prima partecipazione francese dal 2004 e la seconda in totale, con il brano Jamais sans toi, un inno all'amicizia. Alla finale del contest, che si è tenuta a Minsk il 25 novembre 2018, si è piazzata al 2º posto su 20 partecipanti con 203 punti totalizzati.
L'anno successivo è uscito il suo album di debutto Ma voie su etichetta discografica Universal Music France. Il disco ha raggiunto la 64ª posizione nella classifica francese e la 65ª in quella della Vallonia, la regione francofona del Belgio.

## Discografia

### Album
- 2019 – Ma voie
- 2021 – Apparences

### Singoli
- 2018 – Jamais sans toi
- 2019 – Maman me dit
- 2019 – Roule
- 2019 – Qui dit mieux?
- 2020 – Je déambule
- 2021 – Héros
- 2022 – First amour